# Anemia sideroblastica secondaria
L'anemia sideroblastica secondaria è una forma di anemia sideroblastica e può essere:
- idiopatica: fa parte delle sindromi mielodisplastiche caratterizzate da midollo anomalo e quindi eritropoiesi inefficace e anemia;
- secondaria ad altra causa: per intossicazione da etanolo e piombo, azione di agenti alchilanti, azione di alcuni farmaci come l'isoniazide, neoplasie, artrite reumatoide, sindromi mieloproliferative croniche;

Si ha ipocellularità per carente produzione di emoglobina nonostante le riserve di ferro siano adeguate; c'è iperplasia dell'eritrone perché l'eritropoiesi è inefficace e gli stimoli continui.
Sono presenti però nel midollo dei particolari precursori eritroidi detti sideroblasti caratterizzati dalla presenza al loro interno di mitocondri infarciti del ferro che non è utilizzato per la sintesi dell'eme.
Talvolta sono detti sideroblasti ad anello perché il ferro intracellulare è così abbondante che i mitocondri si dispongono a circondare il nucleo; l'anemia che ne deriva è quindi microcitica ipocromica.